# LTE Advanced

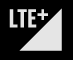
LTE-Advanced jeljelző be Android

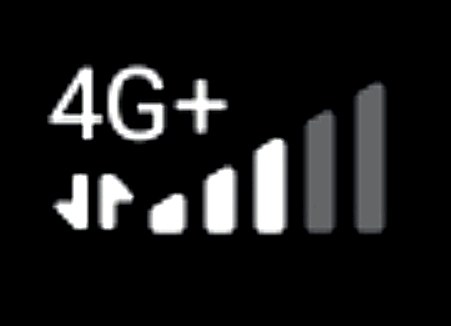
LTE-Advanced jeljelző (4G+) a Xiaomi telefonokon

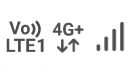
LTE-Advanced jeljelző (4G+) a Samsung Galaxy telefonokon

Az LTE-Advanced (rövidítve LTE-A) az LTE továbbfejlesztéseként létrejött, immár valódi negyedik generációs mobiladat-átviteli szabvány. 2011 márciusában a 3GPP Release 10 szabványosította.

## Hazai elterjedés
Magyarországon a Magyar Telekom mutatta be elsőként 2014. április 29-én újságíróknak a szabvány lehetőségeit. A svéd Ericssonnal együttműködve az operátor székházában az 1,8 és 2,6 GHz-es frekvenciákat felhasználva 250 Mbit/s sebességű adatátvitelt sikerült elérniük.